# Literaturforum im Brecht-Haus

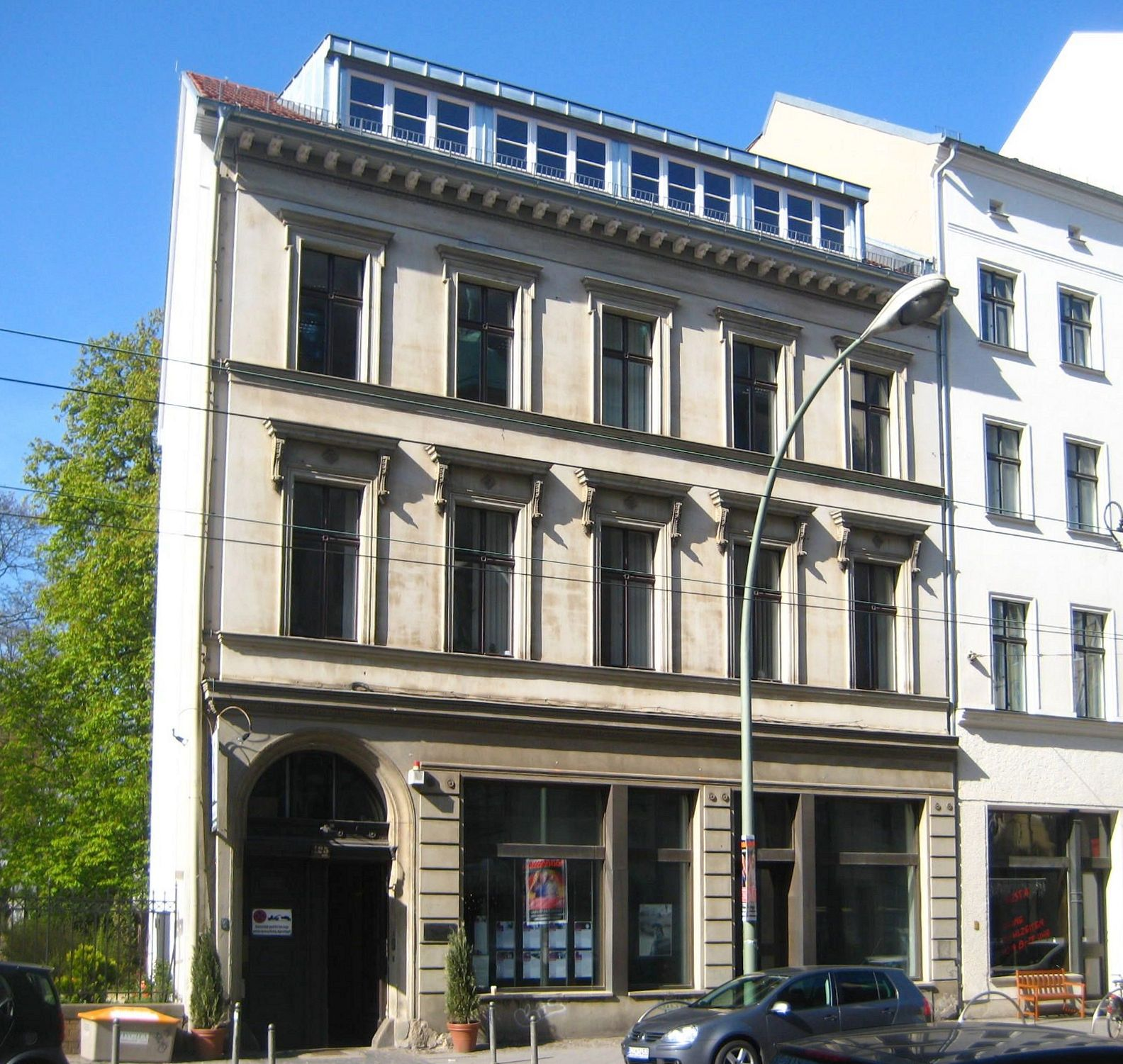
Das Brecht-Haus in Berlin-Mitte

Das Literaturforum im Brecht-Haus ist ein Literaturhaus in Berlin-Mitte. Es diskutiert die gesellschaftliche Funktion von Kunst und Kultur sowie zeitgenössischer Literatur im Spannungsfeld von Geschichte und Gegenwart und bietet in der Auseinandersetzung mit anderen Künsten ein Forum. Im ehemaligen Wohnhaus von Bertolt Brecht und Helene Weigel in der Chausseestraße 125 bildet das Literaturforum im Brecht-Haus zusammen mit dem „Brecht-Weigel-Museum“ und „Bertolt-Brecht-Archiv“ der Akademie der Künste ein kulturelles Ensemble am historischen Ort.

## Programm

### Überblick

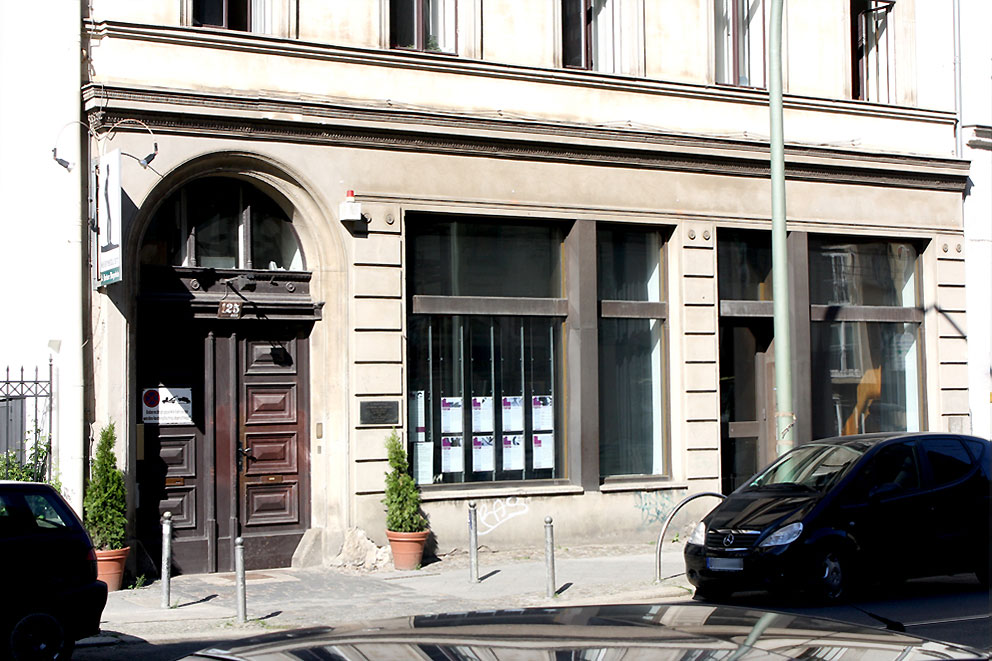
Literaturforum im Brecht-Haus Berlin, Veranstaltungssaal außen

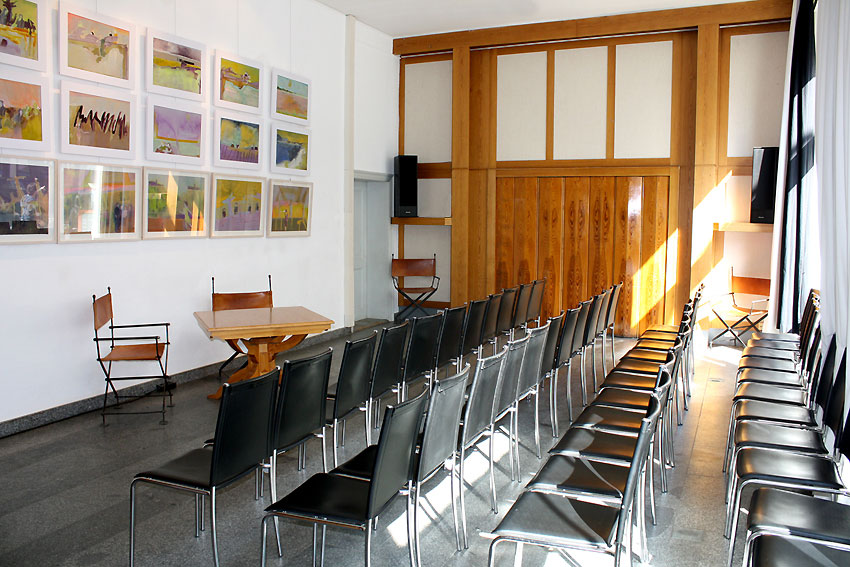
Literaturforum im Brecht-Haus Berlin, Veranstaltungssaal innen vor Beginn der Umgestaltung 2020

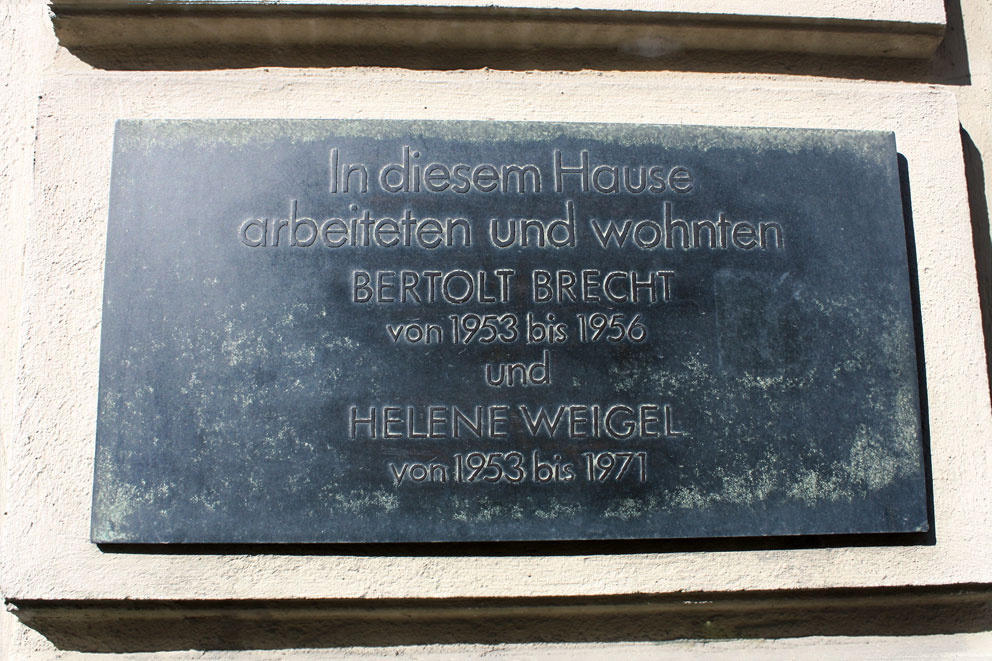
Literaturforum im Brecht-Haus Berlin, Gedenktafel

Schwerpunkte der Veranstaltungen des Literaturforums im Brecht-Haus sind ein kritischer Austausch über Gesellschaft, Kunst und Politik, aktuelle wissenschaftliche Arbeiten, zeitgenössische Autoren und ihr Werk. Es gibt Programmreihen und -schwerpunkte. Von 1998 bis 2016 lud Richard Pietraß in der Reihe „Dichterleben“ Dichter zum kollegialen Dialog ein. In der Reihe „Lebenszeugnisse“ (seit 1994) richtet der Historiker Wolfgang Benz im Gespräch mit Historikern und Zeitzeugen, darunter viele Überlebende des Holocaust, den Blick auf Zeitgeschichte im Spiegel individueller Erfahrung. Annett Gröschner diskutiert in der Programmreihe „Erzählte Zeit“ (seit 2008) mit wechselnden Gästen Formen und Ansätze biografischen Schreibens. Frauke Meyer-Gosau und Jörg Magenau laden alle zwei Monate einen prominenten Gast zum „Literarischen Trio“ (seit 2011) ein, um über Neuerscheinungen auf dem Buchmarkt zu sprechen.
Weitere Programmbestandteile des Literaturforums im Brecht-Haus sind Tagungen und Symposien zu einzelnen Themen und zu Autoren, oftmals in Zusammenarbeit mit Universitäten und Literarischen Gesellschaften, die Romanwerkstatt, innerhalb derer Romane u. a. von Hannah Dübgen, Madeleine Prahs und Leonhard S. Seidl zum Abschluss gebracht wurden, sowie die Vorstellung der Preisträger des Arbeitsstipendiums für Autoren des Landes Berlin, die das Literaturforum im Brecht-Haus jährlich mit der Matinee „Berliner Manuskripte“ präsentiert. In den Sommermonaten kommen Themenwochen hinzu, die sich aus Vorträgen, Diskussionen, Lesungen, Ausstellungen, Film- und Audiozeugnissen zusammensetzen, sowie das Sommerfest im Brecht-Haus, eine gemeinsame Veranstaltung mit dem Brecht-Weigel-Museum, dem Bertolt-Brecht-Archiv und dem Dorotheenstädtischen Friedhof.
Das Spektrum der Veranstaltungen wird durch neue Formate, wie beispielsweise Salon-Abende, die Pop, Literatur, Musik und Aktivismus zusammenführen, oder unter Einschluss digitaler Interaktionsmöglichkeiten für das Publikum erweitert. Zudem wird mit Autoren-Kollektiven zusammengearbeitet, wie dem Netzwerk „Richtige Literatur im Falschen“, das sich aus einer Tagung im Literaturforum im Brecht-Haus heraus entwickelte.
Auch wenn Bertolt Brecht nicht mehr den alleinigen Bezugspunkt der Arbeit des Literaturhauses bildet, bleibt er ein wichtiger Bezug. Vorstellungen von Veröffentlichungen zu Brecht und seiner Zeit sind regelmäßig im Programm berücksichtigt. Mit dem Tagungsworkshop „Baustelle Brecht/Working with Brecht“ wurde in Zusammenarbeit mit der International Brecht Society ein Angebot speziell für jüngere Wissenschaftler aufgebaut. Mit der Veranstaltungsreihe „Brecht-Tage“, die jeweils im Februar um den Geburtstag Brechts herum stattfindet, wird eine Tradition fortgeführt, die seit 1978 mit dem Haus verbunden ist.

### Bildungsarbeit
Zusammen mit dem Brecht-Weigel-Museum und Bertolt-Brecht-Archiv wurde in den vergangenen Jahren ein gemeinsames kulturelles Bildungsangebot für Schüler, Studierende und andere Besuchergruppen aufgebaut, das die Besichtigung des Hauses und seiner Umgebung mit der Möglichkeit zu thematischen Vorträgen und Schreib- oder Schauspielworkshops verbindet. Ein weiteres Angebot bietet das Literaturforum im Brecht-Haus seit 2019 mit der lfb school: einem Seminarprogramm zu kultur- und gesellschaftstheoretischen Themen, das sich vor allem an Studierende richtet und einen Ort kritischer Diskussion jenseits universitärer Verpflichtungen bietet.

### Publikationen
Neben Buch-Publikationen, die als Dokumentarbände zu einzelnen Tagungen und Programmhöhepunkten erscheinen, präsentiert und dokumentiert das lfb Journal, das seit 2018 zweimal jährlich erscheint, die Programmarbeit des Literaturforums im Brecht-Haus und leuchtet die Bandbreite der Inhalte aus.

## Geschichte des Hauses

### 1978 bis 1990
Das Haus in der Chausseestraße 125 war die letzte Adresse Bertolt Brechts und Helene Weigels, die ab 1953 in Wohnräumen des Hinterhauses und Seitenflügels lebten und arbeiteten, in direkter Nähe zum Deutschen Theater und dem Theater am Schiffbauerdamm, dem späteren Berliner Ensemble. Hervorgegangen ist das Literaturforum im Brecht-Haus aus dem Brecht-Zentrum der DDR, das eine konzeptionell tragende Säule des im Februar 1978 feierlich der Öffentlichkeit übergebenen „Brecht-Haus Berlin“ bildete. Das Brecht-Zentrum sah seine Aufgabe darin, in Vorträgen, Workshops, Abendveranstaltungen und zahlreichen Publikationen breiten Bevölkerungsschichten Zugang zu Brechts Schaffen zu ermöglichen und Interessierten wie Spezialisten ein Forum zum Austausch zu bieten. Als eine dem Ministerium für Kultur der DDR nachgeordnete Einrichtung war das Brecht-Zentrum, zu dem auch eine Buchhandlung und ein Kellerrestaurant gehörten, kein unabhängig agierender Ort kritischer Öffentlichkeit. Dass sich dennoch Möglichkeiten eines Austauschs boten, zeigt die Anwesenheit von Intellektuellen wie Wolfgang Heise, Christa Wolf, Heiner Müller oder Volker Braun, die im Rahmen von Autorenlesungen auftraten und der Einrichtung verbunden waren.

### 1990 bis heute
Nach dem politischen Umbruch 1989/90 beendete das Brecht-Zentrum der DDR seine bisherige Tätigkeit und wurde zunächst in „BrechtZentrumBerlin“ (ab 1991) umbenannt. Leben und Schaffen Brechts bildeten fortan nicht mehr den alleinigen Programmschwerpunkt. Neben experimentellen performativen und künstlerischen Ansätzen rückte die Auseinandersetzung mit der Gegenwartsliteratur, dem Gegenwartstheater und der Zeitgeschichte ins Zentrum der Arbeit. Aufgrund der besonderen Lage in Berlin-Mitte stellte dabei der literarische, künstlerische und wissenschaftliche Dialog zwischen Ost und West eine wichtige Konstante dar. Im Zuge der Neuausrichtung als Literaturhaus bekam die Einrichtung einen eigenen Trägerverein, die 1991 u. a. durch Volker Braun und Heiner Müller neu gegründete „Gesellschaft für Sinn und Form e. V.“. Im Jahre 1992 schließlich erfolgte die Umbenennung in „Literaturforum im Brecht-Haus“.